# First Sting
First Sting è un video della band hard rock/heavy metal tedesca Scorpions del 1985.

## I video

### Rock You Like a Hurricane
Il video di Rock You leke a Hurricane è reputato da molti il migliore della band, è ambientato in un posto chiuso, in particolare la band è in una grossa cella dove molte persone tentano disperatamente di toccare i membri della band, riuscendoci solo al momento dell'assolo centrale, Matthias, mentre fa l'assolo vieno tirato e strattonato, solo alla fine dell'assolo viene spinto al centro della calle. Concludendo, questo video è uno dei più visti e gettonati del rock.

### No One Like You
Il video di No One Like You è poco conosciuto; è ambientato in una prigione che può ricordare quella di Alcatraz. Nel video è presente solo Klaus Meine, gli altri componenti della band non si vedono a parte un pezzo dove si vede Rudolf Schenker che si mette la bandana e le forchette sulla faccia, come nella cover dell'album Blackout.

### I'm Leaving You
Anche il video di I'm Leaving You è poco conosciuto ma è facilmente trovabile su YouTube, in poche parole il video fa vedere che delle ragazze si contendono ogni membro della band, ma alla fine gli scorpions scompagliono dalla loro vista.

### Still Loving You
Il video di Still Loving You è un classico della band come anche Rock You like a Hurricane, per i primi momenti del video il palco è completamente buio, c'è solo una lice che illumina pochissimo Klaus Meine, solo nel ritornello la luce sui alza. il video di still loving you è uno dei migliori nel suo genere.

## Tracce
1. Rock You Like a Hurricane
2. No One Like You
3. I'm Leaving You
4. Still Loving You

## Formazione
- Klaus Meine - voce
- Rudolf Schenker - chitarra
- Matthias Jabs - chitarra
- Francis Buchholz - basso
- Herman Rarebell - percussioni